# Lauriannys Cedeño
Lauriannys Valentina Cedeño Farías (c. 2007) es una ex presa política venezolana. En 2024, pocas semanas después de las elecciones presidenciales de Venezuela el mismo año, fue detenida después de enviar un mensaje de WhatsApp respaldando a la oposición venezolana. Lauriannys fue excarcelada tres meses después.

## Detención
El 14 de agosto de 2024, a sus 17 años y pocas semanas después de las elecciones presidenciales de Venezuela el mismo año, Lauriannys fue detenida en su vivienda después de enviar un mensaje de WhatsApp respaldando a la oposición venezolana. Una funcionaria de la alcaldía oficialista de Bermúdez (Carúpano, estado Sucre) la delató y fue acusada de los cargos de "terrorismo" y de "instigación al odio". Para entonces, otros 62 menores de edad de 16 y 17 años habían sido detenidos después de los comicios. Durante su reclusión, Cedeño sufrió una convulsión que le produjo daño cerebral y lo que a su vez le causó parálisis facial y parcial de extremidades .
La lideresa opositora María Corina Machado denunció su detención, al igual que la de otros adolescentes encarcelados.El movimiento Realidad Helicoide se sumó a la denuncia y a exigir su liberación. Después de tres meses en una cárcel para adultos, Lauriannys fue excarcelada en la tarde del 16 de noviembre junto con otros detenidos poselectorales. Debido a su delicado estado de salud, debió ser trasladada al hospital Santos Dominicci.